# المقبرة العسكرية التذكارية بالتل الكبير
المقبرة العسكرية التذكارية بالتل الكبير أو مقابر الكومنولث بالتل الكبير هي مقبرة عسكرية في التل الكبير بمحافظة الإسماعيلية، لجنود الكومنولث الذين قُتلوا خلال الحرب العالمية الأولى والثانية ودٌفنوا في مصر وتشرف عليها هيئة الكومنولث لمقابر الحرب.

## تاريخها
كانت قرية التل الكبير مركزاً لتدريب التعزيزات الأسترالية وموقعاً لمعسكر كبير جداً لأسرى الحرب خلال الحرب العالمية الأولى. استُخدمت المقبرة العسكرية التذكارية في الفترة من يونيو 1915 إلى يوليو 1920 واتسعت بعد الهدنة لاستيعاب القبور التي جُلبت من مواقع أخرى، بما في ذلك 15 قبر من المقبرة المسيحية الدولية في الزقازيق، حيث كان يوجد مستودع للإمدادات. وخلال الحرب العالمية الثانية، كان بالتل الكبير مركزاً طبياً، كما شُيد بها مستودع ذخيرة كبير، مع العديد من ورش إصلاح السيارات المدرعة وغيرها من معدات الحرب.
تحتوي المقبرة على 65 قبر لجنود الكومنولث الذين قُتلوا في الحرب العالمية الأولى و526 قبر للذين قُتلوا في الحرب العالمية الثانية. كما تضم المقبرة 84 قبراً عسكرياً لجنسيات أخرى.